# Priča o Marku Maruliću
Priča u Marku Maruliću, album duhovne glazbe iz 2012. godine muškog kvarteta Cantores Maruli.
Album je multimedijalni prvijenac muškog vokalnog sastava Cantores Maruli. Autorstvo i inicijalnu ideju umjetničkog programa potpisuje Marin Kapor Kaporelo (tenor l. u sastavu). Odavši svaku hvalu "intelektualcu europskih uvida" koji je "ljubio Boga i čovjeka i u stihovima iskazao najveću počast svakoj vrlini", stvorili su trudom, entuzijazmom i upornošću, reprezentativan kolaž koji sjedinjuje govorenu riječ i glazbu. Članovi vokalnog kvarteta njeguju solistički izraz pjevajući a cappella i u takvoj specifičnoj postavi predstavljaju se kroz različite glazbene stilove. Glazbeno ruho ovog projekta podijeljeno je u pet stilskih krugova raspoređenih u osam tematskih poglavlja: gregorijansko pjevanje (od korizmenog himna Vexilla regis do antifona Ave Maria i Psallite Deo nostro) naspram hrvatskom glagoljaškom pjevanju (izvorni napjevi iz okolice Splita), potom bugarštice (pjesme hvarskih ribara iz pjesničke poslanice Jeronimu Bartučeviću, a otkrivene u zapisu slavnoga hrvatskog pjesnika i erudita Petra Hektorovića) i renesansna polifonija (djela predstavnika renesansnog stila s europskog i hrvatskog tla: Tomasa Luisa de Victorie, Josquina des Présa i Andrije Motovunjanina)...